# Німецька імміграція до Швейцарії

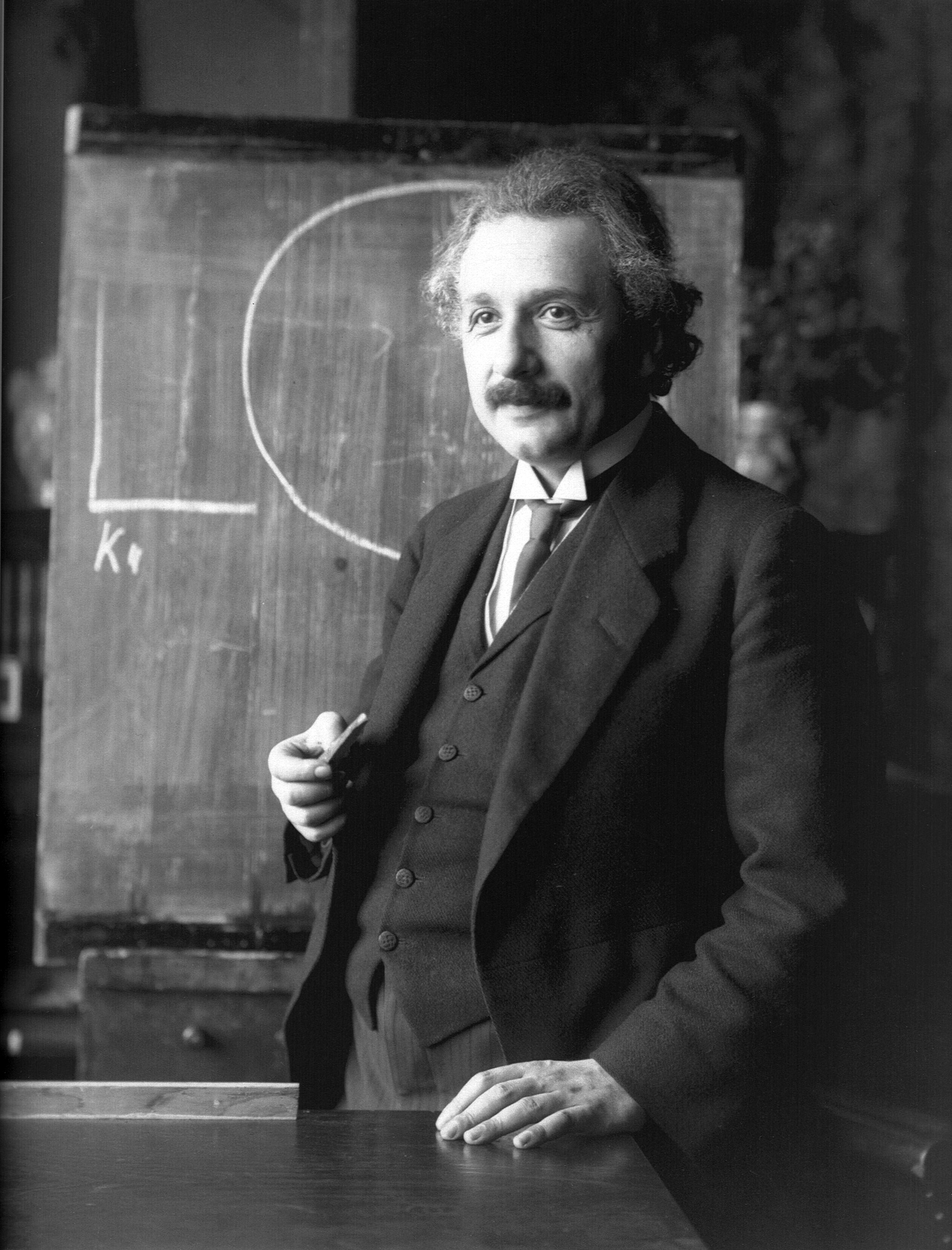
Німецькі мігранти в Швейцарії Німець Альберт Ейнштейн як співробітник Швейцарського патентного відомства (Берн, 1905)

Близько чверті мільйона громадян Німеччини мали постійне місце проживання в Швейцарії в 2009, і приблизно через 300 тисяч років. Кількість громадян Німеччини, які проживають у Швейцарії, значно вища, приблизно 450 000 в 2019. Для німців Швейцарія стала найціннішою країною, в якій можна оселитися, знайти роботу або навчатися.«сплеск» імміграції протягом першого десятиліття 21 століття, особливо німецького, є результатом відкриття EU-15 і, для студентів, Болонського процесу.

## Історія
З моменту появи Швейцарії та Німеччини як окремих держав в ранньомодерному періоді - швейцарці звільнилися від юрисдикції Імперського сейму в 1499 році в результаті Швабської війни, формальне визнання швейцарської незалежності датується 1648 роком (Вестфальський мир) - в обох напрямках відбувся значний рух населення. Значуща статистика населення стала доступна тільки після наполеонівської епохи, з утворенням відновленої Швейцарської Конфедерації і Німецької Конфедерації в 1815 році.
У перші десятиліття XX століття, ряд німців та інших груп, що жили в Німеччині, втекли або були вигнані Німецькою імперією, а незабаром і нацистським режимом, і шукали притулку в Швейцарії, серед інших місць.

## 21 Століття

### Демографія
Через нерівний розмір двох країн, Німеччина приблизно в десять разів більша за Швейцарію, німецькі жителі в Швейцарії мають набагато більшу видимість, ніж швейцарці в Німеччині: У 2007 році в Німеччині проживало близько 37 000 швейцарських громадян, або близько 1 з 180 швейцарських громадян, що становить лише 0,05% німецького населення. При цьому в Швейцарії проживало близько 224 000 громадян Німеччини, або 1 з 350 громадян Німеччини, що становить 3% швейцарського населення.
Кількість німців у Швейцарії зросла вдвічі за період з 2002 по 2009 рік. Причиною цього є швейцарсько-європейський договір про свободу пересування робітників, У той час як договір про свободу пересування застосовується до всіх громадян ЄС, 2002. Німецькі громадяни були основними бенефіціарами, тому що їх володіння німецькою мовою дозволяє їм взяти кваліфіковану роботу в німецькомовній Швейцарії без додаткової складності мовного бар'єру.
Станом на 2009 рік, вони були другою за величиною групою експатріантів у Швейцарії, налічуючи 266 000 (або 3,4% від загальної чисельності населення Швейцарії) на другому місці після італійців з 294 000 (3,7% від загальної чисельності населення Швейцарії). 22 000 народилися в Швейцарії (з них 18 000 - неповнолітні, діти, народжені від німецьких батьків, що живуть у Швейцарії). 19 000 німців з постійним місцем проживання в Швейцарії були одружені з громадянками Швейцарії.
У 2007 році кількість німців у Швейцарії перевищила історичний максимум 220 000 німців, зареєстрованих до Першої світової війни. Однак, через нижчу загальну кількість населення в той час, частка німців до 1914 року відносно загальної кількості швейцарського населення становила 6%. Швидкість натуралізації також стрімко зросла з 2007 року. Причиною цього, за межами зростання кількості кваліфікованих німецьких громадян, які проживали в Швейцарії протягом дванадцяти років, необхідних швейцарським законом про громадянство, була зміна закону про громадянство Німеччини, який дозволив німецьким громадянам мати швейцарсько-німецьке подвійне громадянство (до 2007 року німці, які бажали бути натуралізовані в Швейцарії, повинні були відмовитися від німецького громадянства).
У 2017 році в ненімецьких кантонах Вауд, Женева, Тічино, Невшатель і Юра проживало майже 15 000 німецьких громадян. У тому ж році понад 67% німців, які проживають у Швейцарії, були постійними жителями (тобто мають дозвіл С).
Історична демографія 1995-2017:
| Рік | 1995 | 2000 | 2005 | 2006 | 2007  | 2008 | 2009  | 2010  | 2011  | 2012  | 2013  | 2014  | 2015  | 2016  | 2017  |
| --- | ---- | ---- | ---- | ---- | ----- | ---- | ----- | ----- | ----- | ----- | ----- | ----- | ----- | ----- | ----- |
| Населення Німеччини (тис.) | 92   | 110  | 159  | 174  | 203   | 235  | 252   | 263   | 275   | 284   | 292   | 298   | 301   | 304   | 305   |
| Відсоток | 1.3% | 1.6% | 2.4% |      | 2.9%  |      | 3.4%  |       |       |       |       |       |       |       | 3.6%  |
| Натуралізації |      |      |      |      | 1,290 |      | 3,969 | 3,549 | 3,484 | 3,318 | 3,773 | 4,069 | 5,212 | 4,610 | 5,973 |
| 2017 - громадяни Німеччини з постійним проживанням у Швейцарії у великих німецькомовних кантонах: Цюрих 89000 (5,9% жителів/29,1% громадян Німеччини); Ааргау 34 000 (5,1 %/11,2%); Berne 28000 (2,7 %/9,1%); Тургау 22000 (8,0 %/7,2%); Базель-Сіті 16 000 (8,1 %/5,2%); Люцерна 11,000 (3,4 %/4,6%); Базель-кантрі 12 000 (4,3 %/4,0%) - загалом близько 214 тисяч, 70,4% з 305 тисяч. |      |      |      |      |       |      |       |       |       |       |       |       |       |       |       |

Німецькі громадяни в основному оселилися в Цюриху і в більш широкому мегаполісі міста. Вже на історичному максимумі німецької присутності в Швейцарії в 1910 році, німецьке населення в Цюриху становило 41 000 або 22% від загальної кількості населення міста. Станом на 2009, німецьке населення в Цюриху становило близько 30 000, або близько 8%.На 2015 це населення нараховувало 33 297, трохи більше 8% 410 404 жителів, з яких 131 168 були іноземцями, близько третини всіх жителів міста Цюрих.

### Прийом і зображення в Швейцарії
Страхи, ксенофобія, почуття залишення
З 2007 року були повідомлення про швейцарську ксенофобію (або «германофобію»), спрямовану проти німецької імміграції, як у швейцарських, так і в німецьких ЗМІ.
У той час як швейцарська опозиція проти імміграції з Південно-Східної Європи та Африки - як і в інших місцях - характеризується занепокоєнням щодо злочинності та тягарем, покладеним на соціальне забезпечення великою кількістю нижчих верств населення або бідних іммігрантів, протидія імміграції з Німеччини має протилежну мотивацію, зокрема страх перед конкуренцією з боку кваліфікованих іммігрантів на ринку праці,і зростання цін на ринку нерухомості через збільшення попиту, створеного заможними німецькими іммігрантами, у той час як з точки зору рівня злочинності, німецька громада була записана як група з найнижчим рівнем злочинності, лише 0,6% від рівня злочинності серед швейцарських громадян.
Ступінь і причини швейцарської опозиції німецькій імміграції були вивчені в Хелблінгу (2009-11), на основі опитування з 1994 по 1995 рік 1300 швейцарців (з яких близько 940 відгукнулися) з міста Цюрих (Цюрих, і Цюріх, є основною мішенню недавньої німецької імміграції - див демографічні дані вище). Опитування виявило, що в 1994-95 німці були четвертою за кількістю недолюблюваних іммігрантів в Цюриху (не любили майже кожну дев'яту). Наступні - з відстанню - іммігранти з Туреччини (не подобаються кожному 3-му до 4-го), Арабського світу (не подобаються кожен 3-й) і колишньої Югославії (розглядаються як одна група, не сподобалася кожному 2-му). І не любили трохи більше, ніж таміли (не любили кожен 10-й) і чорні африканці (не подобаються кожному вузько під кожною 10-ю з 940 респондентів).
Хелбінг робить висновок - підсумовуючи подальшу літературу і ЗМІ - що «Німецькі іммігранти поставили під загрозу швейцарські характеристики так само, як іммігранти з Балкан», що «всупереч багатьом іншим дослідженням, освіта не покращує ставлення до німців» що «люди, які є молодими і прагнуть поліпшити своє робоче місце, є значно більш германофобними, ніж ті, хто задоволений своєю поточною ситуацією на роботі і вже встановлені» і що «здається, що так само, як низькокваліфіковані робітники бояться, що погано освічені іммігранти беруть свою роботу, добре освічені швейцарці вважають німецьких іммігрантів конкурентами на ринку праці».
Що стосується відчуття «заляканої» частини швейцарсько-німців, відчуваючи себе позаду, журналіст Гунхільд Кюблер, німець, що проживає в Швейцарії, зауважує:
У Китаї проживає 1,3 млрд осіб, що в 16 разів більше, ніж у Німеччині. Федеративна Республіка знову рівно в 16 разів більше, ніж німецькомовна Швейцарія. Отже, якщо німець поставить себе в становище заляканого німецько-швейцарського, він цілком може уявити, що його країна не прилегла на Сході до Чехії, а до Китаю.
- Гунхільд Кюблер 
Крістіана Бальдауф, одна з лідерів курсу швейцарських інтеграційних курсів для німців та австрійців, а також громадянин Німеччини та Швейцарії, з німецькою матір'ю та італійським батьком, каже:
Я думаю, що те, що швейцарці не люблять про німців, це німці самі по собі.
- Крістіана Бальдауф
Інтеграція - відмінності в культурі, поведінці, манерах, мовних проблемах
Досвід показує, що хвилювання зникає на кожній великій хвилі імміграції з її зростаючою інтеграцією. Отже, а.о. Також Helbling наводить популярний приклад тепер значною мірою інтегрованих італійців, які прийшли однією з «хвиль» в 60-х роках як гастарбайтери до Швейцарії, і чиї покоління сьогодні є частиною суспільства німецькомовної Швейцарії, не відмовляючись від своєї культури.
Особливо примітно, що італійці є найбільш любителями іммігрантів, в той час як під час їх прибуття в 1950-х і 1960-х вони були групою іммігрантів, які привернули найбільше військових дій.
- Марк Хелблінг
У відносинах німецько-швейцарського і вхідного німця виникають, відверто або приховано, специфічні непорозуміння - сприйняті подібності, різні менталітети і манери і, тепер уже відомі, мовні проблеми і відмінності
Крістіана Бальдауф коментує фундаментальні відмінності, дрібні та різні мови:
Треба мати на увазі, що швейцарці цокають зовсім по-іншому, як у нас.
- Крістіана Бальдауф
Часто лише незначні відмінності мають потенціал для непорозуміння.
- Крістіана Бальдауф
Мова відіграє центральну роль у непорозумінні. Швейцарська німецька є не просто діалектом для більшості німецькомовних швейцарських, це рідна мова, мова серця. Велика частина того, що пов'язано з близькістю, виражається швейцарською німецькою: близькість, спонтанність і емоції [...]
Висока німецька мова дійсно вивчається і розмовляє в школі, хоча активні знання залишаються прихованими в підвалі, що часто робить швейцарців нижчими від красномовних німців.
- Крістіана Бальдауф 

## Дивися також
Демографія Швейцарії
Демографія Німеччини
Міграція в межах Європи
Швейцарія-Європейський Союз